# ستيف دان
ستيف دان هو لاعب كرة قاعدة كندي، ولد في 21 ديسمبر 1858 في لندن في كندا، وتوفي في 5 مايو 1933.